# Davey Johnstone

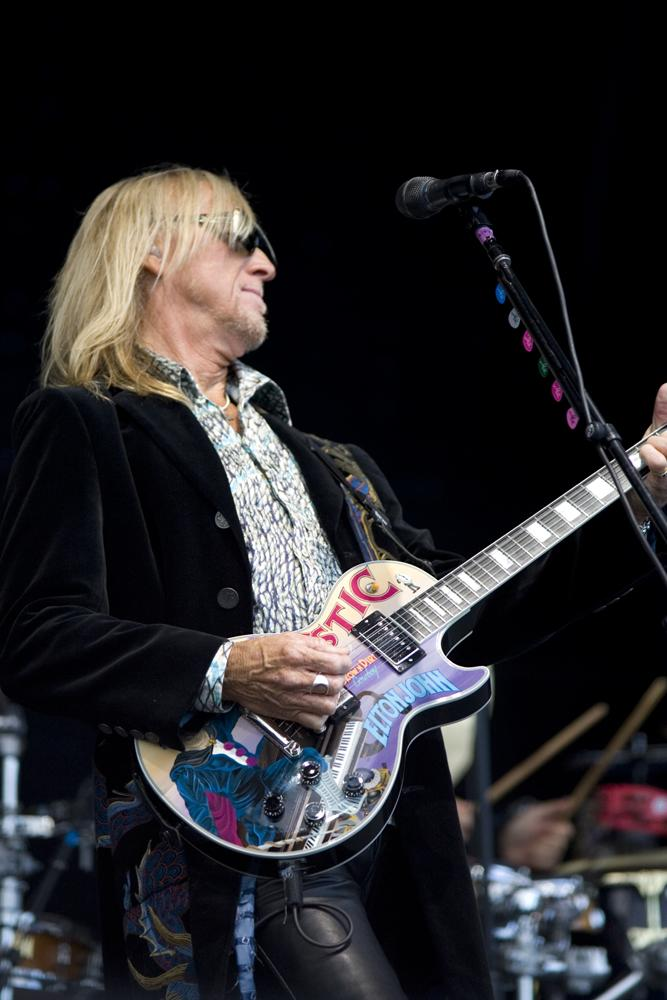
Davey Johnstone, 2008

Davey Johnstone (* 6. Mai 1951 in Edinburgh, Schottland) ist ein schottischer Gitarrist. Er ist mit wenigen Unterbrechungen seit 1971 Mitglied der Band von Elton John.
Johnstone arbeitete von 1968 bis 1969 als Studio- und Livemusiker mit dem irischen Folk-Musiker Noel Murphy zusammen. 1969 schloss er sich, zunächst als Studiomusiker, der Band Magna Carta an und war dort an drei Plattenproduktionen beteiligt. Er spielte damals schon zahlreiche Instrumente (u. a. Gitarre, Banjo, Mandoline und Sitar).
1970 wurde der Produzent Gus Dudgeon auf Johnstone aufmerksam und engagierte ihn für das erste Soloalbum von Elton Johns Songtexter Bernie Taupin. 1971, beim Album Madman Across the Water, war Johnstone erstmals als Gitarrist der Band von Elton John tätig. Zusammen mit Nigel Olsson (Schlagzeug) und Dee Murray (Bass) sang er auch die Backing Vocals auf den sehr erfolgreichen Alben von Elton John in den frühen 1970er Jahren.
1973 veröffentlichte er das Soloalbum Smiling Face. In den späten 1970er und in den frühen 1980er Jahren arbeitete er mit renommierten Musikern wie Meat Loaf oder Alice Cooper.
Seit 1982 ist Johnstone wieder beinahe ständig an der Seite von Elton John tätig. 1990 spielte er gemeinsam mit einigen Begleitmusikern Johns unter dem Bandnamen „Warpipes“ das Album Holes in Heaven ein. 1999 veröffentlichte er gemeinsam mit John Jorgenson, damals ebenfalls Gitarrist in Elton Johns Band, ein Album mit Instrumentalstücken.
Seit 2000 ist Davey Johnstone auch musikalischer Direktor bei Plattenaufnahmen und Tourneen von Elton John.
Am 2. Oktober 2019 spielte Davey Johnstone in Saskatoon in Kanada zum 3000. Mal an der Seite von Elton John.
| Personendaten    | Personendaten          |
| ---------------- | ---------------------- |
| NAME             | Johnstone, Davey       |
| KURZBESCHREIBUNG | schottischer Gitarrist |
| GEBURTSDATUM     | 6. Mai 1951            |
| GEBURTSORT       | Edinburgh, Schottland  |